# UCI-Trial-Weltcup 2013
Beim UCI-Trial-Weltcup 2013 wurden durch die Union Cycliste Internationale die Weltcupsieger im Trial ermittelt.

## Ablauf
Der Weltcup 2013 bestand aus fünf Läufen von April bis September:
- Heubach: 20.–21. April
- Wałbrzych: 31. Mai–2. Juni
- Pra-Loup: 26.–28. Juli
- Méribel: 16.–18. August
- Antwerpen: 27.–29. September

Der Lauf von Heubach fand wie bereits 2009 im Rahmen des Mountainbikefestivals „Bike the Rock“ statt.

## Männer 20 Zoll
In der 20-Zoll-Klasse gab es 73 Fahrer. Der mehrfache Weltmeister in der 20-Zoll-Wertung, Benito Ros, war im Vorjahr während der Weltmeisterschaften 2011 positiv auf die verbotene Substanz Prednisolon getestet worden, fuhr jedoch im Weltcup weiter, während sich sein Verfahren hinzog. Erst nach drei Jahren fiel eine Entscheidung, Ros wurde rückwirkend für zwei Jahre vom 3. September 2011 bis zum 2. September 2013 gesperrt, seine in dieser Zeit erzielten Ergebnisse wurden annulliert. In der UCI-Datenbank wurden seine Einzelergebnisse im Weltcup gestrichen und die nachfolgenden Fahrer um je einen Platz aufgerückt.
| # | Datum         | Ort       | Erster         | Zweiter      | Dritter      |
| - | ------------- | --------- | -------------- | ------------ | ------------ |
| 1 | 21. April     | Heubach   | Abel Mustieles | Daniel Comas | Ion Areitio  |
| 2 | 2. Juni       | Wałbrzych | Abel Mustieles | Daniel Comas | Ion Areitio  |
| 3 | 28. Juli      | Pra-Loup  | Abel Mustieles | Rick Koekoek | Raphael Pils |
| 4 | 18. August    | Méribel   | Abel Mustieles | Rick Koekoek | Ion Areitio  |
| 5 | 29. September | Antwerpen | Benito Ros     | Ion Areitio  | Daniel Comas |

Gesamtwertung
| Platz | Name           | Punkte |
| ----- | -------------- | ------ |
| 1     | Abel Mustieles | 536    |
| 2     | Ion Areitio    | 510    |
| 3     | Rick Koekoek   | 480    |
| 4     | Raphael Pils   | 441    |
| 5     | Daniel Comas   | 415    |
| 6     | Dominik Oswald | 382    |

## Männer 26 Zoll
In der 26-Zoll-Klasse gab es 90 Teilnehmer.
| # | Datum         | Ort       | Erster             | Zweiter          | Dritter             |
| - | ------------- | --------- | ------------------ | ---------------- | ------------------- |
| 1 | 21. April     | Heubach   | Vincent Hermance   | Guillaume Dunand | Hannes Herrmann     |
| 2 | 2. Juni       | Wałbrzych | Gilles Coustellier | Vincent Hermance | Giacomo Coustellier |
| 3 | 28. Juli      | Pra-Loup  | Gilles Coustellier | Vincent Hermance | Jack Carthy         |
| 4 | 18. August    | Méribel   | Gilles Coustellier | Guillaume Dunand | Vincent Hermance    |
| 5 | 29. September | Antwerpen | Jack Carthy        | Kenny Belaey     | Gilles Coustellier  |

Gesamtwertung
| Platz | Name               | Punkte |
| ----- | ------------------ | ------ |
| 1     | Gilles Coustellier | 560    |
| 2     | Vincent Hermance   | 550    |
| 3     | Jack Carthy        | 500    |
| 4     | Guillaume Dunand   | 462    |
| 5     | Nicolas Vuillermot | 408    |
| 6     | László Hegedűs     | 388    |

## Frauen
Der Frauen-Weltcup zählte 15 Teilnehmerinnen aus acht Nationen.
| # | Datum         | Ort       | Erste             | Zweite            | Dritte            |
| - | ------------- | --------- | ----------------- | ----------------- | ----------------- |
| 1 | 21. April     | Heubach   | Tatiana Janíčková | Gemma Abant       | Kristína Sýkorová |
| 2 | 2. Juni       | Wałbrzych | Tatiana Janíčková | Romina Fix        | Kristína Sýkorová |
| 3 | 28. Juli      | Pra-Loup  | Tatiana Janíčková | Janine Jungfels   | Kristína Sýkorová |
| 4 | 18. August    | Méribel   | Tatiana Janíčková | Gemma Abant       | Janine Jungfels   |
| 5 | 29. September | Antwerpen | Tatiana Janíčková | Kristína Sýkorová | Lua Vizcaino      |

Gesamtwertung
| Platz | Name              | Punkte |
| ----- | ----------------- | ------ |
| 1     | Tatiana Janíčková | 625    |
| 2     | Kristína Sýkorová | 525    |
| 3     | Lua Vizcaino      | 485    |
| 4     | Debi Studer       | 445    |
| 5     | Perrine Devahive  | 425    |
| 6     | Romina Fix        | 385    |